# ديددينغتون (كامبريدجشير)
ديددينغتون (بالإنجليزية: Diddington)‏ هي قرية و أبرشية مدنية تقع في المملكة المتحدة في إنجلترا. يقدر عدد سكانها بـ 70 نسمة .